# Color
För videoredigeringsprogrammet Color, se Final Cut.
Color är ett japanskt punkband som bildades 1985 i Osaka av Dynamite Tommy som ett år senare grundade det oberoende skivmärket Free-Will. De anses viktiga för utformningen av modet visual kei.

## Medlemmar
- Hiroshi "Dynamite Tommy" Tomioka – sång (1985–1995, 2003, 2008, i början gitarrist)
- Tatsuya – gitarr (1986–1995, 2003, 2008)
- Cindy – gitarr (1986–1995, 2003, 2008)
- Marry – bas (1988–1995)†
- Toshi – trummor (1988–1995, 2003, 2008)

### Tidigare medlemmar
- Iku – sång (1985)
- Bell – bas (1985)
- Hide – trummor (1985)
- Ikuo – bas (–1986)
- Hideki – trummor (–1986)
- Takahashi – trummor (–1988)
- Remmy – bas (–1988), supportbas den 14 juni 2008
- Den – supportbas den 14 juni 2003

## Diskografi

### Singlar
- "Molt Grain" (23 mars 1987)
- "Sandbag Baby I" (23 november 1988)
- "Sandbag Baby II" (26 november 1988)
- "Broken Tavern" (6 juni 1989) Oricon Weekly Singles Chart Peak Position: #65[3]
- "Back Tonight 5th Moon" (21 februari 1990) #27[3]
- "Some Become Stranger" (21 augusti 1990) #31[3]
- "The Exhibition" (21 juli 1991)

### Album
- Gekitotsu (激突, 21 januari 1988)
- Fools! Get Lucky!! (8 mars 1989)
- Ask the Angels (5 december 1989) Oricon Weekly Albums Chart Peak Position: #16[4]
- Cherry's World (31 juli 1992)
- Galaxy (oktober 1994)

### Andra album
- Extremism: Best of Color (16 mars 1991, samlingsalbum) #43[4]
- Color Live! Shock Treatment and Rebirth (21 augusti 1991, livealbum) #98[4]
- Remind (25 december 1992, self-cover album)
- The Best (16 december 1996, samlingsalbum)
- Memoir 5 (回顧録5, 14 september 2005, tributalbum)

### Video
- Shock Treatment (7 oktober 1989)
- Overwhelming Superiority (21 maj 1990)
- Rebirth (大復活, 16 december 1990)
- Land of Revolution (21 maj 1991)
- The Exhibition (17 juli 1991, freely distributed at Kawasaki Club live)